# Amazing Fantasy
Amazing Fantasy es un cómic estadounidense en formato antológico, creado por Stan Lee e ilustrado por Steve Ditko y Jack Kirby, y publicado por Marvel cómics de 1961 a 1962. El número final, publicado bajo el título Amazing Fantasy #15, es famoso por ser la primera aparición del popular superhéroe Spider-Man.

## Amazing Fantasy #15
Amazing Fantasy #15 fue el último número de la colección.
Este número es famoso por ser el cómic en el que hizo su primera aparición el posteriormente famoso superhéroe Spider-Man. Fue el primer personaje adolescente en aparecer en la línea de historietas Amazing Adult Fantasy. La historia está centrada en el joven Peter Parker, un estudiante ejemplar, pero que sin embargo es rechazado por los jóvenes de su edad. Vive con sus tíos Ben y May Parker. 
Un día, Peter visita la exhibición de un generador radioactivo en un laboratorio donde experimentan con arañas exponiéndolas a la radiación. Mientras se hace una demostración, una de las arañas que había escapado de su recipiente muerde a Parker. El joven luego de un rato comienza a sentirse descompuesto y con mareos, notando que algo va cambiando en él.
De camino a casa, Parker casi es arrollado por un vehículo, pero lo evita saltando y colgándose de un edificio. Así, viendo como puede trepar hasta la cima, estruja una varilla y, viendo sus nuevas habilidades (reflejos, fuerza extrema, adherencia...), comprende que la picadura de la araña le ha dado poderes. Poco tiempo después, Peter ve un cartel titulado "100 dólares al hombre que pueda pasar 3 minutos en el ring con Crusher Hogan" y decide asistir al evento para poner a prueba sus capacidades. Posteriormente, se dirige a casa y se pone su vestimenta para el torneo. Al llegar se enfrenta con Hogan, quien se mofa de él y lo ataca, pero Parker evita su ataque y lo sube hasta la cima del ring, haciendo que se rinda. Al terminar la pelea, un hombre del público se introduce a sí mismo como un productor de televisión y le ofrece a Peter fama y dinero. 
Al llegar a casa, Parker empieza a confeccionar un nuevo traje, con lanzadores arácnidos, y decide hacerse llamar Spider-Man. Desde entonces, se vuelve la sensación en televisión. Un día, en casa, tío Ben y tía May le regalan un microscopio, mientras que Parker piensa que sus tíos habían sido tan buenos con él que va a hacer algo bueno por ellos algún día. Sin embargo, no cuenta con que será la última vez que verá a su tío, ya que al salir de los estudios de televisión, un ladrón huye y se va por el elevador. El policía le pregunta a Spider-Man por qué no lo detuvo y este le responde que no era su asunto. Al salir, Parker ve un auto de policía en frente de su casa. Al preguntarle al oficial que ocurre, este le responde que asesinaron a su tío y que su asesino está en la bodega abandonada de explosivos. Parker se pone el traje de Spider-Man y se dirige hacia el lugar de los hechos. La policía que está en ese lado sabía que el ladrón se ocultaría en la oscuridad y se iría. En cuanto Spider-Man llega, le pone una telaraña a la pistola y de un golpe lo detiene. Spider-Man se sorprende al saber que el asesino de su tío era el ladrón que no detuvo al salir del estudio de televisión. Cuando la policía pensaba entrar, ve al ladrón atado en telarañas. Mientras tanto, Parker se arrepiente de no detener al ladrón a tiempo y aprende que un gran poder conlleva una gran responsabilidad.

## Origen

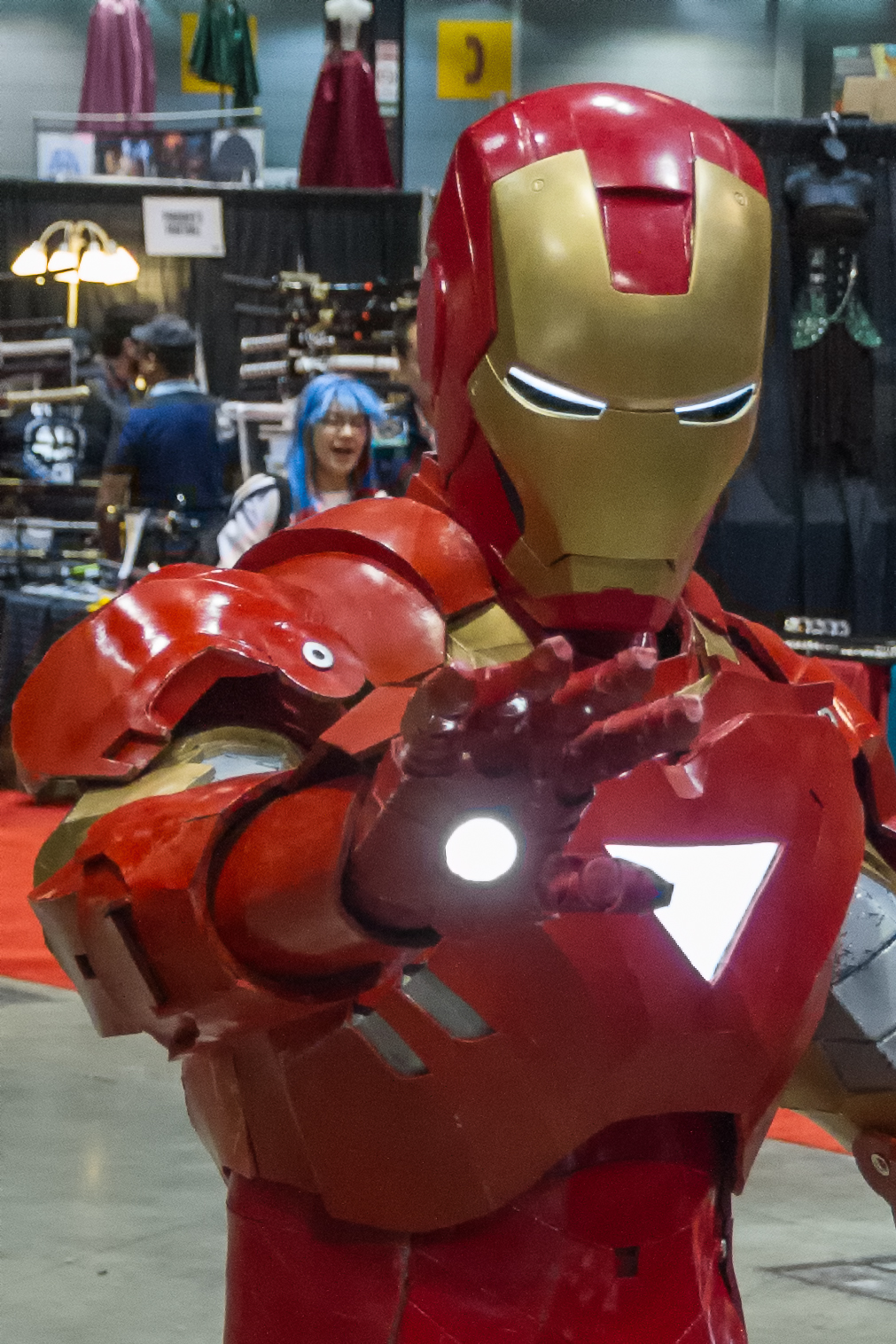
Cosplayer de Iron Man.

Corría el año 1962 y gracias a Stan Lee, y aún más a su mujer, Joan, quien le dio el ánimo y empujón definitivo en su carrera, Marvel Comics vivía toda una época dorada. De hecho, aquellos años supusieron el comienzo de la llamada edad de plata de los cómic-books.
En ese momento, muchos de los personajes creados por Stan Lee gozaban de una inmensa popularidad:
- Hulk
- Iron Man
- El hombre hormiga

Y esto se apreciaba en las ventas de los mismos, de La casa de las ideas al completo. Por todo ello, el director de la empresa solicitó a su guionista principal, Stan Lee, que creara un nuevo superhéroe.
Por aquel entonces, Stan Lee ya estaba cansado de ver el tratamiento que recibían los jóvenes superhéroes. Estos, casi exclusivamente, tenían reservado el papel de compañeros del héroe principal y él decidió romper con esto. Su intención con el nuevo personaje era que los lectores se pudieran identificar con él de inmediato por su carácter tímido, su soledad y su escasa capacidad para encajar entre los jóvenes de su edad, entre otras cosas.
Ahora bien, quiso dar una última puntilla: las arañas, animal por el cual casi todo el mundo siente repelús, y sería quien daría el poder a su nuevo superhéroe.
Así, Stan Lee presentó el proyecto al director editorial, Martin Goodman, pero este rechazó el personaje aludiendo a que las arañas no eran del gusto del público. Sin embargo, un poco a regañadientes, permitió poner a Spider-Man en el número final de una serie que mostraba en cada ejemplar diferentes historias, casi siempre sobre monstruos, extraterrestres o fenómenos paranormales. La serie era Amazing Adult Fantasy, que  en su último número, el decimoquinto, cambiaría su nombre al de Amazing Fantasy.
Jack Kirby, el mayor colaborador de Stan Lee, fue quien recibió el encargo de dibujar aquel cómic. Sin embargo, Lee no quedó satisfecho con el resultado. A su juicio, el Spider-Man diseñado por Kirby le recordaba en exceso a otros superhéroes que este dibujaba, bien por sus formas, bien por sus trajes, etc. y decidió probar otra cosa. El trabajo pasó así a manos de Steve Ditko, acostumbrado a dar vida a héroes misteriosos y poco habituales. Ditko fue quien dio con la imagen definitiva de Spider-Man, aunque para ello tuvo que desechar por completo todo el trabajo previo de Kirby, quien había usado un traje tradicional de superhéroe, así como una máscara parcial, unos guantes y unas botas de bucanero, y una especie de pistola que disparaba telarañas. En su lugar, Ditko diseñó un traje reconocible desde cualquier punto de vista, que constaba de una máscara cerrada e inmensos ojos blancos, lo que hacía de Spider-Man un héroe un tanto siniestro.

## Spider-Man
Resultó que la serie estaba cancelada, y sin embargo, en la página editorial se anunciaba lo siguiente:
- "The Spider-Man will appear every month in 'Amazing'."
- TRADUCCIÓN: "Spider-Man aparecerá cada mes en 'Amazing'."

Pese a este despiste y gracias a que el Amazing Fantasy #15 logró una de las mayores ventas de la editorial en aquel momento, se creó una serie propia para Spider-Man, que fue lanzada al mercado ocho meses después.

## Amazing Fantasy #16a#18
Amazing Fantasy se convirtió, de facto, en todo un clásico. Su número 15 es considerado uno de los momentos más importantes de toda la historia dentro de Marvel Comics. Tanto es así que, en 2001, la propia editorial hizo una encuesta a sus lectores sobre sus cómics favoritos y el Amazing Fantasy #15 obtuvo el primer lugar.
En 1995 se retomó la serie, con tres nuevos números.

## Curiosidades
- El 7 de marzo de 2011, un anónimo compró el Amazing Fantasy #15 por 1,1 millones de dólares. El cómic en su día costaba 12 centavos.[2]

El cómic en cuestión, perfectamente protegido en su carcasa transparente, certificado, etc. alcanzaba una calificación de 9,6 en la escala CGC.